# Пушкарне (Суджанський район)
Пушкарне (рос. Пушкарное) — село в Суджанському районі Курської області Російської Федерації.
Населення становить 288 осіб. Входить до складу муніципального утворення Замостянська сільрада.

## Історія
Населений пункт розташований на території українського етнічного та культурного краю Східна Слобожанщина.
Від 2004 року входить до складу муніципального утворення Замостянська сільрада.

## Населення
| 2002 | 2010 |
| ---- | ---- |
| 378  | ↘288 |